# Astragalus sommieri
Astragalus sommieri là một loài thực vật có hoa trong họ Đậu. Loài này được Freyn miêu tả khoa học đầu tiên năm 1893.